# Тетраграма (езикознание)
Тетраграма е понятие, свързано със съотношението между графема и буква в звуковите писмености, каквато например е българската азбука. Да се определи дадена графема като тетраграма означава, че тази е съставена от четири букви.

## Примери
Тетраграмите са рядко срещано явление и са крайният случай, т.е. няма позната звукова писменост, която да използва повече от четири букви за представяне на една графема. Пример за тетраграма е немското tsch, четящо се като звука [ч].
В религията тетраграми са YHWH в юдаизма и INRI - в християнството. Други държавни примери са SPQR и СССР.